# Fonction réelle d'une variable réelle
Une fonction réelle d'une variable réelle associe une valeur réelle à tout nombre de son domaine de définition. Ce type de fonction numérique permet notamment de modéliser une relation entre deux grandeurs physiques. Caractérisée par sa courbe représentative dans le plan muni d'un repère, une telle fonction peut aussi être définie par une formule, une équation différentielle ou un développement analytique.
L'analyse d'une fonction réelle d'une variable réelle s'appuie sur la topologie de la droite réelle, en particulier lorsque cette fonction est continue. Si elle est dérivable, ses variations sont décrites par le signe de sa dérivée, permettant ainsi de dénombrer les antécédents d'une valeur à partir de ses extrema locaux et des éventuelles limites aux bornes de son domaine de définition.
Sous certaines conditions de régularité, une telle fonction est éventuellement intégrable sur un intervalle de son domaine de définition.
De nombreux résultats permettent d'obtenir une approximation locale ou globale.

## Historique
Jusqu'au XVIIe siècle, la notion de fonction n'était pas dégagée de manière explicite. Le mot fonction semble avoir été utilisé pour la première fois par Leibniz en 1692, pour désigner les grandeurs géométriques dépendant d'autres grandeurs géométriques. Pour Euler, une fonction était une expression construite au moyen des opérations algébriques élémentaires, des opérations transcendantes (exponentielle, logarithmes, fonctions circulaires), et d'opérations telles que formation de séries, de produits infinis, de suites. C'est finalement Dirichlet qui en introduisant une fonction discontinue partout (la fonction caractéristique des irrationnels), définit explicitement la notion de fonction comme nous la connaissons aujourd'hui.

## Approche notionnelle

### Série de valeurs
La notion de fonction se construit dans le programme de mathématiques du collège en France sur le traitement de la proportionnalité et la représentation graphique de données statistiques. Ces approches permettent d'installer l'association entre deux séries de valeurs, l'une décrivant une variable, l'autre un résultat.
| Nombre de pièces achetées (variable) | 10 | 20  | 50  | 100 |
| Coût de l'achat en euros (résultat)  | 50 | 100 | 250 | 500 |

Pour chaque valeur de la variable, son image est la valeur du résultat correspondante. Chaque valeur de la variable est un antécédent de son image.  Ainsi dans le tableau en exemple, 500 est l'image de 100, tandis que 20 est un antécédent de 100.
L'usage d'un tableur peut donner lieu au calcul automatique du résultat à partir d'une liste de valeurs pour la variable et d'une formule explicite. Dans l'exemple ci-dessus, le coefficient de proportionnalité vaut 5. Pour reproduire le tableau, il suffit donc de recopier la première ligne et le titre de la deuxième ligne puis de faire calculer les valeurs du résultat en reportant la formule =5*B1 dans la case B2 puis d'étendre la formule vers la droite.

### Représentation graphique
En reliant les points décrits par le tableau dans un diagramme, la courbe obtenue fait apparaitre de nouvelles relations entre variable et résultat. En effet, à partir d'une valeur sur l'axe de la variable, la droite parallèle à l'axe du résultat coupe la courbe en un point que l'on projette ensuite sur l'axe du résultat le long d'une droite parallèle à l'axe de la variable. Cette lecture graphique permet donc d'évaluer l'image de toute valeur intermédiaire sur l'axe des variables.
Plus généralement, dès lors qu'on dispose d'une courbe dans le plan muni d'un repère, si la courbe ne contient pas deux points de même abscisse et d'ordonnées différentes, alors cette courbe décrit une unique fonction selon le principe de lecture graphique. Cependant, en dehors des fonctions linéaires ou affines, qui sont représentées par des droites, une courbe de fonction peut très bien contenir deux points situés à la même ordonnée, auquel cas une même valeur aura plusieurs antécédents.
Le domaine de définition est défini comme l'ensemble des abscisses des points de la courbe, tandis que l'ensemble image est l'ensemble des ordonnées.
L'étude de la courbe de la fonction, appelée "graphe de la fonction", permet souvent de déterminer certaines propriétés vérifiées par la fonction, comme sa continuité, ses limites, ses asymptotes, ou sa position par rapport à d'autres fonctions.

### Formule opératoire
Mathématiquement, la fonction décrite par le tableau ci-dessus est notée sous la forme {\displaystyle x\mapsto 5\times x}, où la lettre x est une variable muette, c'est-à-dire qu'on peut la remplacer par n'importe quelle autre lettre sans changer le sens de la formule. 
L'utilisation des opérations arithmétiques élémentaires sur une telle variable avec éventuellement des constantes numériques explicites (comme des nombres entiers ou les constantes π ou e) ou des paramètres littéraux permet ainsi d'exprimer ainsi toutes les fonctions rationnelles. Puis le symbole radical et les fonctions de référence telles que l'exponentielle, le logarithme et les fonctions trigonométriques étendent progressivement l'ensemble des fonctions exprimables.
Il est possible aussi de combiner plusieurs formules différentes pour calculer le résultat d'une fonction selon des conditions qui s'appliquent à la variable, comme dans la fonction de Heaviside :{\displaystyle x\mapsto \left\{{\begin{array}{l}0{\text{ si }}x<0\\1{\text{ sinon.}}\end{array}}\right.}
Une fonction f admet donc une expression sous la forme {\displaystyle x\mapsto f(x)}. La détermination de son domaine de définition et de son ensemble image relèvent ensuite d'un travail d'analyse.

## Analyse

### Domaine et image
À partir de l'expression d'une fonction, le travail d'analyse consiste d'abord à vérifier la cohérence des formules avec le domaine de définition. En particulier, le dénominateur d'une fraction doit être non nul, le radicande (argument du symbole radical) doit être positif ou nul, l'argument du logarithme doit être strictement positif.
Dans les cas les plus simples, l'ensemble image peut être déterminé en résolvant l'équation y = f(x) d'inconnue x. L'ensemble image est alors l'ensemble des valeurs de y pour lesquelles l'équation admet une solution.
En général toutefois, cette démarche n'aboutit pas directement et on passe par une étude des variations.

### Variations
Une fonction réelle d'une variable réelle est dite croissante sur un intervalle I de son domaine de définition si pour tout couple de réels a et b tels que a ≤ b dans cet intervalle, on a f(a) ≤ f(b) (l'inégalité est préservée). Elle est dit décroissante sur I si pour tout couple de réels a et b tels que a ≤ b dans cet intervalle, on a f(a) ≥ f(b) (l'inégalité est renversée). On parle aussi de croissance stricte ou de décroissance stricte si toutes les inégalités précédentes sont strictes.
La détermination de ces variations s'obtient dans les cas les plus simples par composition des variations de fonctions de référence. Mais la démarche standard consiste à étudier le signe de la dérivée pour dresser un tableau de variations laissant apparaitre les extrema locaux. Ce tableau est éventuellement complété par l'évaluation des limites aux bornes du domaine de définition. La continuité de la fonction permet alors de décrire l'ensemble image comme la réunion des intervalles entre les limites ou extrema locaux consécutifs du tableau.

### Intégration
L'intégrale d'une fonction définie et positive sur un intervalle [a, b] correspond géométriquement à l'aire du domaine délimité par sa courbe représentative, l'axe des abscisses et les deux droites verticales d'équation x = a et x = b. Cette définition assez intuitive est cependant peu propice au calcul en dehors des fonctions constantes. Elle se précise avec divers procédés théoriques, notamment l'intégrale de Riemann et l'intégrale de Lebesgue pour aboutir au théorème fondamental de l'analyse qui permet d'exprimer l'intégrale d'une fonction continue à l'aide d'une primitive.
Lorsque la fonction n'est pas définie en une des bornes de l'intervalle, et en particulier lorsque l'une des bornes est infinie, la notion d'intégrale impropre étend dans certains cas la définition d'intégrale.
Même si de nombreuses techniques font aboutir les calculs de certaines intégrales, dans le cas général leur évaluation repose sur des approximations globales.

## Approximation

### Approximation locale
Pour une fonction f dérivable en un réel a, l'approximation affine permet d'écrire
{\displaystyle f(x)\approx f(a)+f'(a)\times (x-a)}
pour x au voisinage de a. Elle consiste à approcher la courbe de la fonction par sa tangente.
Cette formule correspond au développement limité de la fonction à l'ordre 1 en a. La formule de Taylor-Young fournit un développement limité aux ordres supérieurs pour une fonction suffisamment dérivable.
Pour une approximation à l'infini, on introduit la notion de développement asymptotique.

### Approximation globale
Diverses méthodes d'intégration numérique reposent sur un séquençage de la fonction le long d'une subdivision du domaine d'intégration. Sur chaque sous-intervalle ainsi défini, la fonction est intégrée comme si elle était constante, affine, ou du second degré selon la méthode utilisée.
Ce type d'approximation par une spline est une forme d'interpolation, c'est-à-dire que la fonction est approchée par une autre avec qui elle coïncide en certains points préétablis. D'autres approximations sont possibles avec des décompositions en série, comme les séries de Fourier, les séries entières. La méthode d'Euler fournit aussi une approximation globale pour une fonction satisfaisant une équation différentielle ordinaire.
Le théorème d'approximation de Weierstrass stipule que toute fonction réelle définie sur un segment de {\displaystyle \mathbb {R} } est limite uniforme d'une suite de polynômes. On peut aussi approcher uniformément n'importe quelle fonction par une fonction infiniment différentiable grâce à la convolution avec une approximation de l'unité.

## Fonctions pathologiques
Certaines propriétés ou réciproques ont trouvé des contre-exemples notables.
- La fonction de Dirichlet (indicatrice des rationnels) est partout discontinue.
- La fonction de Thomae est continue en tout irrationnel et discontinue en tout rationnel.
- La fonction de Weierstrass est continue et nulle part dérivable
- L'escalier de Cantor est presque partout dérivable et de dérivée nulle et pourtant il n'est pas constant.
- La fonction point d'interrogation est continue sur [0 ; 1], dérivable et de dérivée nulle en chaque rationnel, et met en bijection les irrationnels quadratiques avec les nombres rationnels.